# Emil Franz Hänsel

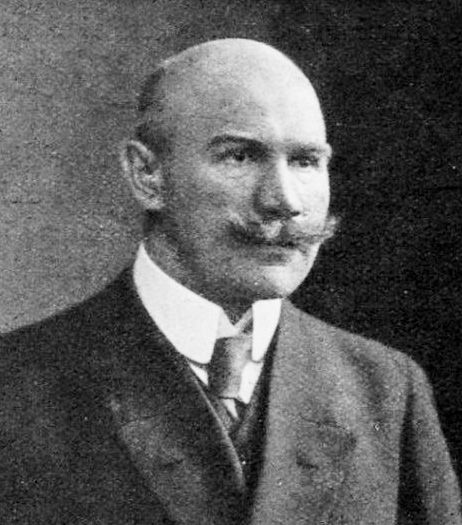
Emil Franz Hänsel

Emil Franz Hänsel (* 6. April 1870 in Döbeln; † 21. Oktober 1943 in Leipzig) war ein deutscher Architekt, dessen Werk stilistisch dem ausgehenden Historismus, dem Jugendstil sowie der Reformarchitektur angehört.

## Leben

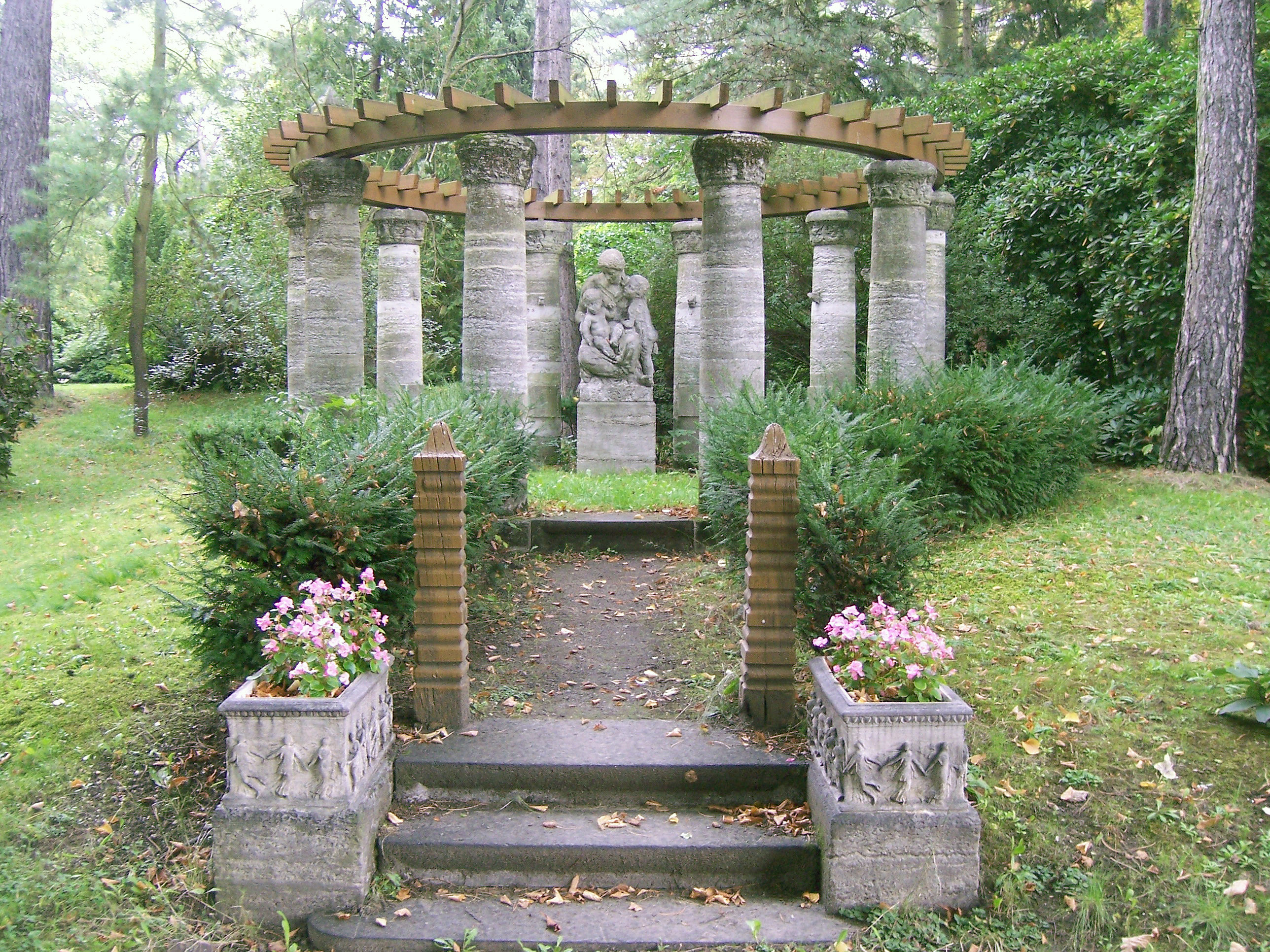
Grabstätte der Familie Emil Franz Hänsel auf dem Leipziger Südfriedhof (2011)

Hänsel durchlief eine Ausbildung an der Königlich Sächsischen Baugewerkeschule zu Leipzig. Danach war er beim Leipziger Stadtbaurat Hugo Licht tätig und an der Projektierung des Neuen Rathauses beteiligt. Sein Hauptbetätigungsgebiet blieb Leipzig, wo er der meistbeschäftigte selbstständige Architekt vor dem Ersten Weltkrieg war. Er war zwischen 1898 und 1938 mit über 500 Bauvorhaben für mehr als 300 Bauherren tätig.
Hänsels wichtigste Werke waren Geschäftshäuser, so das Kaufhaus „Brühl“ (Ursprungsbau der späteren „Blechbüchse“) oder die Messehäuser Specks Hof, Zentralmessepalast und König-Albert-Haus. Im Gestaltungswettbewerb für das Gelände der Internationalen Bauausstellung 1913 hatte Hänsel im Jahr 1911 nach Georg Weidenbach und Richard Tschammer den zweiten Preis erhalten. Weitere Bauten waren das Israelitische Altenheim und die Fabrikanlagen für die Ludwig Hupfeld AG in Böhlitz-Ehrenberg.
Emil Franz Hänsel bewohnte ein von ihm selbst entworfenes Wohnhaus in der Christianstraße 1, das erhalten ist. Er war Mitglied im Deutschen Werkbund sowie der Leipziger Freimaurerloge Apollo. Hänsel starb in Leipzig und ist auf dem Südfriedhof begraben.

## Bauten

„Kunst-Anzeige“ im Leipziger Kalender 1908. Abgebildet ist das Wohn- und Bürohaus Christianstraße 1, in dem sich Hänsels Architekturbüro befand.

### In Leipzig
- 1899/1900: Umbau der Gesellschaftshalle zu Lindenau, Karl-Heine-Straße 50 (heute Schaubühne Lindenfels)
- 1900: Erweiterungsbau („Kleiner Saal“) der Gesellschaftshalle zu Lindenau, Hähnelstraße 27 (früher Hermannstraße) in Lindenau
- 1906–1908: Kaufhaus „Brühl“, Brühl 1 (2010 bis auf ein 15 Meter breites Fassadenteilstück abgerissen)
- 1908–1910: Messepalast „Specks Hof“, Reichsstraße 6
- 1905/1910: Dietzoldwerke, Franz-Flemming-Straße 9 in Leutzsch
- 1910/1911: Fabrikanlagen der Ludwig Hupfeld AG, Ludwig-Hupfeld-Straße 16 in Böhlitz-Ehrenberg
- 1911: Hotel „Continental“, Georgiring 13
- 1911–1913: Umbau des Hotels Fürstenhof, Tröndlinring 8
- 1912: Messehaus „Linoleumhaus“, Neumarkt 7 (zerstört)
- 1912: Warenhaus „Josephkonsum“ für den Konsumverein Leipzig-Plagwitz und Umgegend, Karl-Heine-Straße 46 (1913 und 1929/30 zur Josephstraße hin erweitert)
- 1912/1913: Geschäftshaus Schrödter, Neumarkt 31/33
- 1912–1914: Messehaus „Zentralmessepalast“, Neumarkt 4
- 1912–1916: Gartenvorstadt Marienbrunn (Mitarbeit)[1]
- 1913: „König-Albert-Haus“, Markt 9
- 1913/1914: Geschäftshäuser Nikolaistraße 55 und 57/59
- 1914: Warenhaus Ury, Königsplatz 15/16
- 1924: Israelitisches Altenheim der Julius-Ariowitsch-Stiftung, Hinrichsenstraße 14 (früher Auenstraße)
- 1929/30: Haus der Barmenia Versicherungsanstalt in der Springerstraße 24, ab 1946 Sitz des Mitteldeutschen Rundfunks (Funkhaus Springerstraße)
- Wohnhäuser:
  - Villa Linnemann, Springerstraße 2
  - Villa Springerstraße 4[2]
  - Villa Ludwig Hupfeld, Lumumbastraße 11/13 (1910; früher Döllnitzer Straße)
  - Christianstraße 1, 3
  - Liviastraße 6, 7
  - Jahnallee 10/12 (früher Ranstädter Steinweg 42/44)
  - Sebastian-Bach-Straße 6
  - Floßplatz 26 (1910)
  - Kurt-Eisner-Straße 5/5a (1911; früher Kronprinzstraße)
  - Kurt-Eisner-Straße 48
  - August-Bebel-Straße 77 (1905; früher Kaiser-Wilhelm-Straße)
  - August-Bebel-Straße 79/81 (Doppelhaus, rechte Hälfte [Nr. 81] zerstört)
  - Kantstraße 11, 13 (1905/06)
  - Kantstraße 15/17 (Doppelhaus, zerstört)
  - Franckestraße 1 (Wohnhaus mit Postamt)
  - Siedlung „Waldfrieden“ des Bauvereins zur Beschaffung billiger Wohnungen, Heilemannstraße (1936; früher Papestraße; Ein- und Mehrfamilienhäuser, zusammen mit Gero Schilde)

### In Dresden
- 1912: Residenzkaufhaus, Prager Straße / Waisenhausstraße, 1945 ausgebrannt, die ausbaufähige Ruine (mittelschwer beschädigt) in den Jahren 1950 bis 1953 abgebrochen

Bauten von Emil Franz Hänsel
Kaufhaus „Brühl“ (1908)
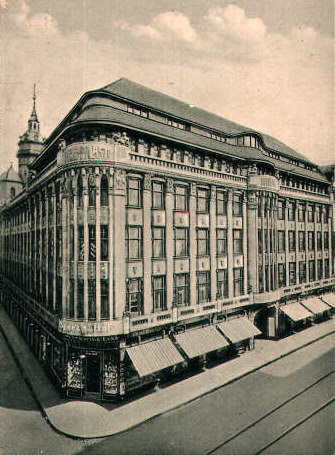
Messepalast „Specks Hof“ (um 1910)
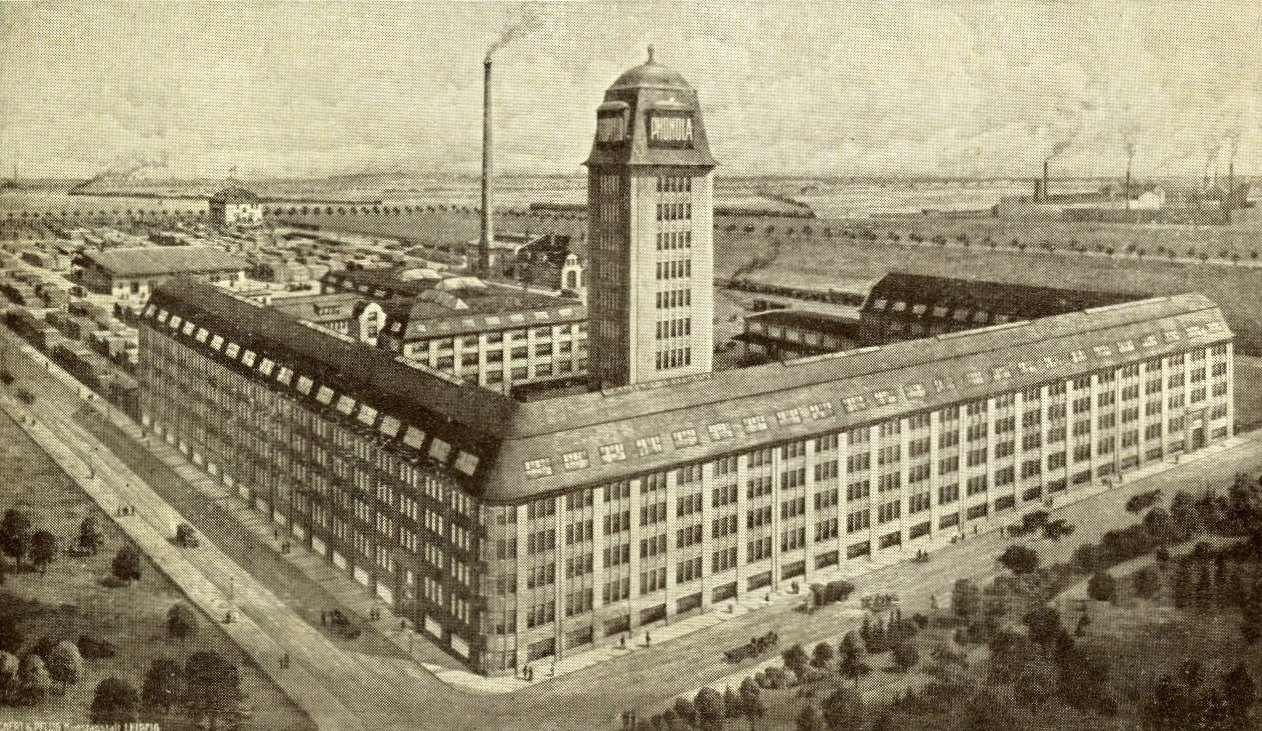
Pianofabrik Hupfeld (1911)
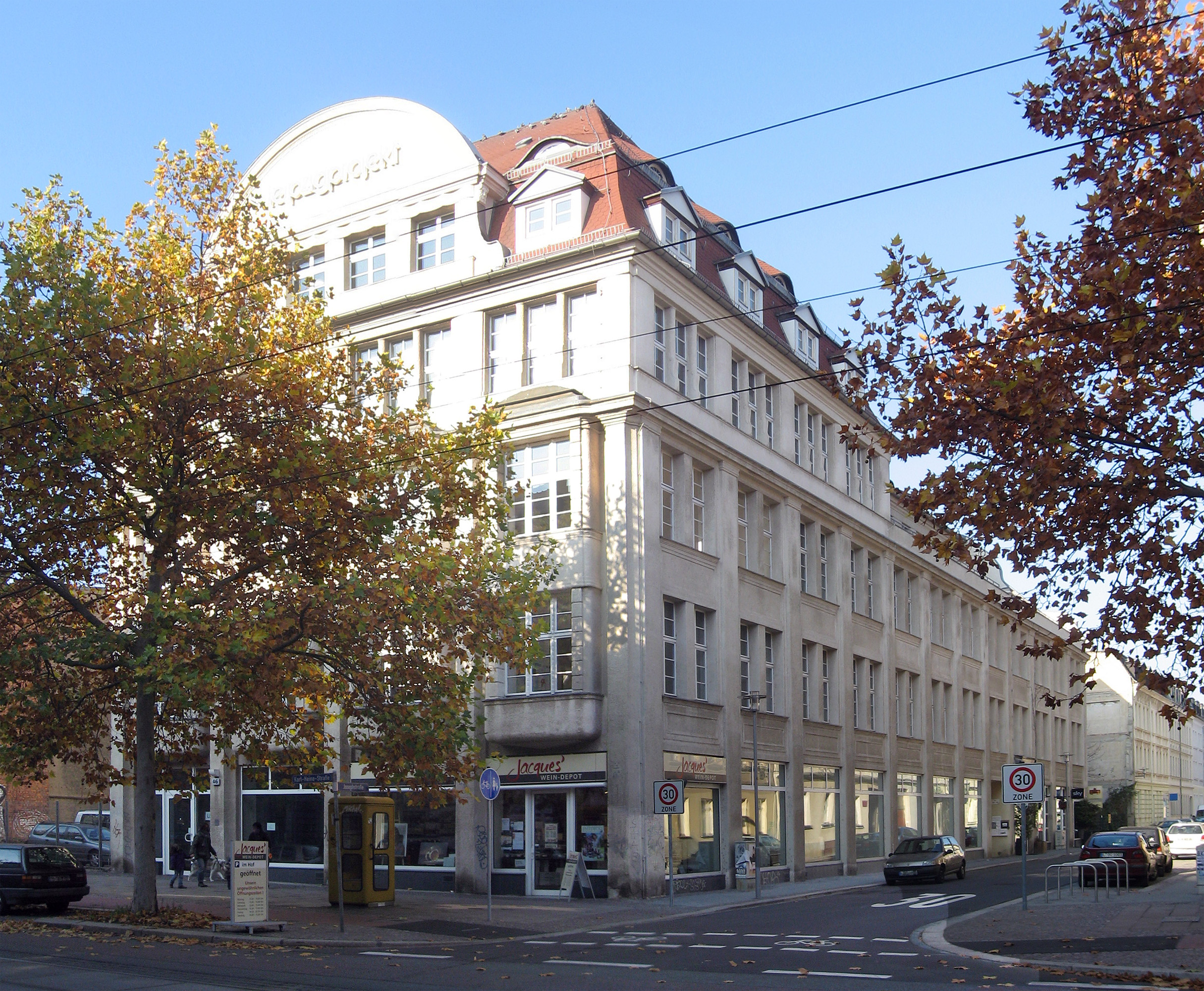
Ehemaliges Warenhaus „Josephkonsum“, erbaut 1912 (2011)
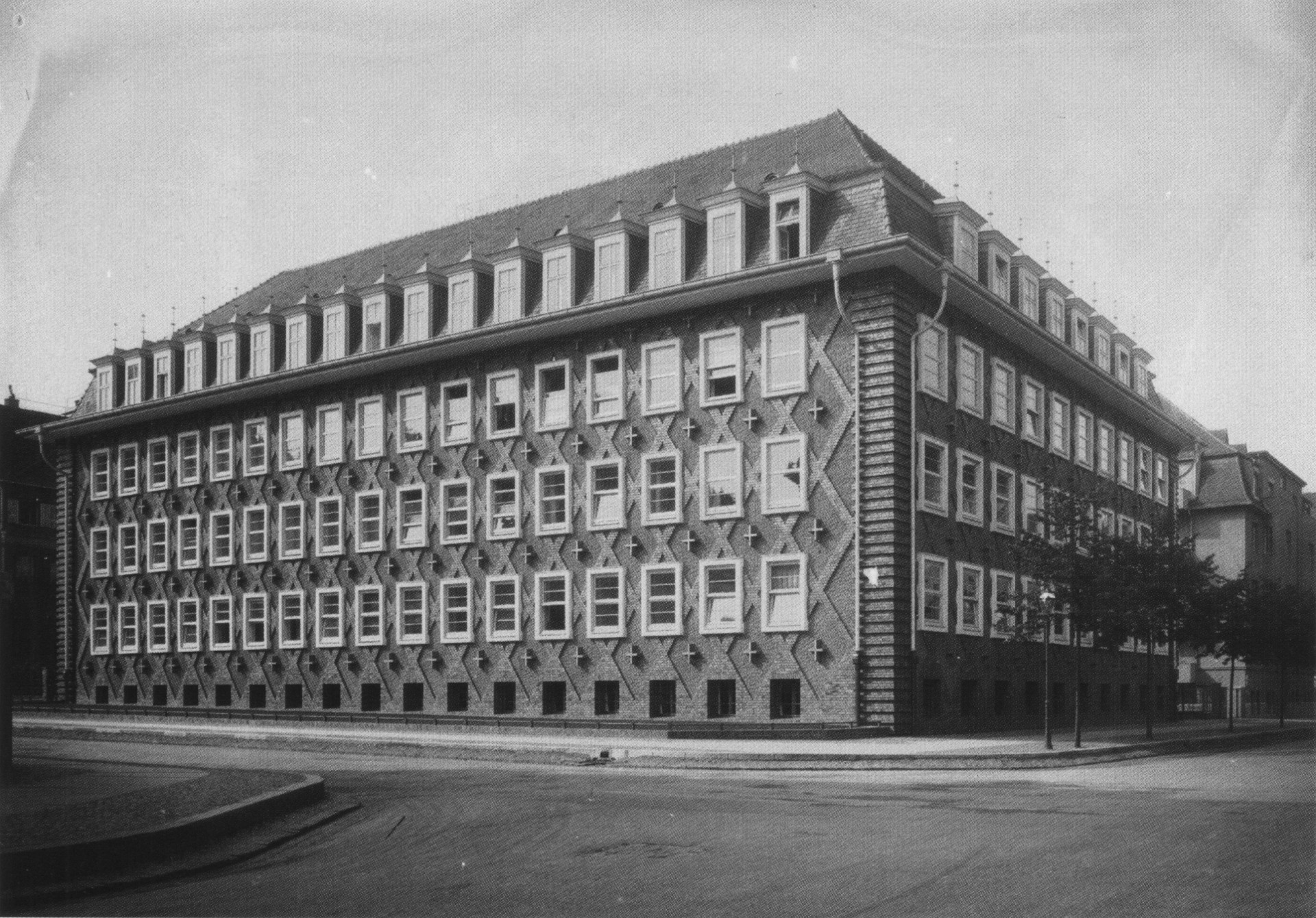
Haus der Barmenia-Versicherung (1929/30), später Funkhaus Springerstraße